# Amiota atomia
Amiota atomia este o specie de muște din genul Amiota, familia Drosophilidae, descrisă de Maca și Lin în anul 1993.
Este endemică în Taiwan. Conform Catalogue of Life specia Amiota atomia nu are subspecii cunoscute.